# Inmigración mauritana en España
La inmigración mauritana en España es un tipo de inmigración árabe en España que se refiere al asentamiento de ciudadanos de la República Islámica de Mauritania en territorio perteneciente al Reino de España.
En España la presencia de mauritanos ha sido históricamente testimonial, dándose inicio a comienzos del siglo XXI con la inclusión del territorio español en el espacio Schengen y la llegada posterior de inmigración irregular tanto mauritana como de otros lugares de la zona del Sahel y sur de la misma que usaban las costas mauritanas para intentar alcanzar las costas españolas de las Islas Canarias.
La situación de los mauritanos en España en, mayoritariamente, irregular debido a que muchos de los inmigrantes llegados de Mauritana lo han hecho por cauces irregulares, lo que dificulta el seguimiento de la cantidad real de residentes mauritanos en España.
Para 2022, los inmigrantes mauritanos en España suponían casi 9.000 personas, estando la mayor comunidad de los mismos en las Islas Canarias, lugar de llegada habitual tanto de los inmigrantes regulares como irregulares.